# Henry Sheffer
Henry Maurice Sheffer (ur. 1 września 1882 na Ukrainie, zm. 17 marca 1964 w Cambridge w stanie Massachusetts) – amerykański logik.

## Życiorys
Urodził się na Ukrainie. W wieku 10 lat wyemigrował wraz z rodziną do Stanów Zjednoczonych i osiadł w Bostonie, gdzie uczęszczał do Boston Latin School. Następnie podjął studia na Uniwersytecie Harvarda, gdzie w 1905 roku uzyskał tytuł bakałarza, w 1907 roku – magistra, a w 1908 roku otrzymał stopień doktora nauk filozoficznych przedstawiając rozprawę „A Program of Philosophy Based on Modern Logic”. Po studiach został na uczelni i spędził tam większość życia zawodowego wykładając filozofię i nauki pokrewne.
W 1913 roku udowodnił, że każda algebra Boole’a może być zdefiniowana przy pomocy pojedynczego działania dwuargumentowego tak zwanej operacji NAND (lub – dualnie – NOR). W odniesieniu do rachunku zdań oznacza to, że każdy spójnik logiczny może być wyrażony przy pomocy kreski Sheffera – spójnika, który ma taką samą tablicę prawdy jak operacja NAND. Podobny wynik otrzymał już w roku 1880 Charles Sanders Peirce, jednak jego prace nie zostały opublikowane aż do roku 1933. Twierdzenie to ma duże znaczenie w elektronice cyfrowej, gdyż pozwala składać układy realizujące dowolne wyrażenia logiczne z samych bramek NAND.